# Liste des circonscriptions législatives de la Haute-Garonne
Le département français de la Haute-Garonne est, sous la Cinquième République, constitué de six circonscriptions législatives de 1958 à 1986, de huit circonscriptions après le redécoupage électoral de 1986 puis de dix circonscriptions depuis le redécoupage de 2010, entré en application à compter des élections législatives de 2012.

## Présentation
Par ordonnance du 13 octobre 1958 relative à l'élection des députés à l'Assemblée nationale, le département de la Haute-Garonne est d'abord constitué de six circonscriptions électorales.
Lors des élections législatives de 1986 qui se sont déroulées selon un mode de scrutin proportionnel à un seul tour par listes départementales, le nombre de sièges de la Haute-Garonne a été porté de six à huit.
Le retour à un mode de scrutin uninominal majoritaire à deux tours en vue des élections législatives suivantes, a maintenu ce nombre de huit sièges,, selon un nouveau découpage électoral.
Le redécoupage des circonscriptions législatives réalisé en 2010 et entrant en application à compter des élections législatives de juin 2012, a modifié le nombre et la répartition des circonscriptions de la Haute-Garonne, porté à dix du fait de la forte croissance démographique du département.

## Composition des circonscriptions

### Composition des circonscriptions de 1958 à 1986
À compter de 1958, le département de la Haute-Garonne comprend six circonscriptions  regroupant les cantons suivants :
- 1re circonscription : Fronton, Toulouse-Nord, Villemur-sur-Tarn.
- 2e circonscription : Montastruc-la-Conseillère, Toulouse-Centre, Verfeil
- 3e circonscription :  Caraman, Lanta, Revel, Toulouse-Sud.
- 4e circonscription : Cadours, Grenade-sur-Garonne, Léguevin, Toulouse-Ouest.
- 5e circonscription :  Auterive, Carbonne, Castanet-Tolosan, Cazères, Cintegabelle, Le Fousseret, Montesquieu-Volvestre, Montgiscard, Muret, Nailloux, Rieumes, Rieux,  Saint-Lys, Villefranche-de-Lauragais.
- 6e circonscription : Aspet, Aurignac, Bagnères-de-Luchon, Barbazan, Boulogne-sur-Gesse,L'Isle-en-Dodon, Montréjeau, Saint-Béat, Saint-Gaudens, Saint-Martory, Salies-du-Salat.

### Composition des circonscriptions de 1988 à 2012
À compter du découpage de 1986, le département de la Haute-Garonne comprend huit circonscriptions regroupant les cantons suivants :
- 1re circonscription : Toulouse-I, Toulouse-IV, Toulouse-V, Toulouse-VII.
- 2e circonscription : Montastruc-la-Conseillère, Toulouse-VI, Toulouse-VIII, Toulouse-XV, Villemur-sur-Tarn.
- 3e circonscription : Castanet-Tolosan, Lanta, Toulouse-IX, Toulouse-X, Verfeil.
- 4e circonscription : Toulouse-II, Toulouse-III, Toulouse-XI (sauf commune de Portet-sur-Garonne).
- 5e circonscription : Cadours, Fronton, Grenade, Toulouse-XIII, Toulouse-XIV.
- 6e circonscription : Léguevin, Muret (sauf communes d'Eaunes, Labarthe-sur-Lèze, Lagardelle-sur-Lèze, Pinsaguel, Pins-Justaret, Roques, Roquettes, Saubens et Villate), Saint-Lys, Toulouse-XII (sauf commune de Cugnaux).
- 7e circonscription : Auterive, Caraman, Carbonne, Cintegabelle, Montesquieu-Volvestre, Montgiscard, Nailloux, Revel, Rieux, Villefranche-de-Lauragais, communes d'Eaunes, Labarthe-sur-Lèze, Lagardelle-sur-Lèze, Pinsaguel, Pins-Justaret, Roques, Roquettes, Saubens et Villate (issues du canton de Muret), Portet-sur-Garonne (issue du canton de Toulouse-XI), Cugnaux (issue du canton de Toulouse-XII).
- 8e circonscription : Aspet, Aurignac, Bagnères-de-Luchon, Barbazan, Boulogne-sur-Gesse, Cazères, Le Fousseret, L'Isle-en-Dodon, Montréjeau, Rieumes, Saint-Béat, Saint-Gaudens, Saint-Martory, Salies-du-Salat.

### Composition des circonscriptions à compter de 2012
Depuis le nouveau découpage électoral, le département comprend dix circonscriptions regroupant les cantons suivants :
- 1re circonscription : Blagnac, Toulouse-IV, Toulouse-V, Toulouse-XIII (sauf commune de Colomiers), commune de Toulouse (partie comprise dans le canton de Toulouse-XIV)
- 2e circonscription : Montastruc-la-Conseillère, Toulouse-VI, Toulouse-VII, Toulouse-XV, commune de Montrabé
- 3e circonscription : Toulouse-II, Toulouse-VIII (sauf commune de Montrabé), Toulouse-IX (sauf commune de Ramonville-Saint-Agne et la partie de la commune de Toulouse située à l'ouest du canal du Midi), Verfeil
- 4e circonscription : Toulouse-I, Toulouse-III, Toulouse-XII
- 5e circonscription : Fronton, Grenade, Toulouse-XIV (partie non comprise dans la 1re circonscription), Villemur-sur-Tarn
- 6e circonscription : Cadours, Léguevin, Saint-Lys, communes de Colomiers, Pibrac et Tournefeuille
- 7e circonscription : Auterive, Carbonne, Cintegabelle, Muret, Montesquieu-Volvestre, Rieux
- 8e circonscription : Aspet, Aurignac, Bagnères-de-Luchon, Barbazan, Boulogne-sur-Gesse, Cazères, Le Fousseret, L'Isle-en-Dodon, Montréjeau, Rieumes, Saint-Béat, Saint-Gaudens, Saint-Martory, Salies-du-Salat.
- 9e circonscription : Portet-sur-Garonne, Toulouse-IX (uniquement commune de Ramonville-Saint-Agne et la partie de la commune de Toulouse située à l'ouest du canal du Midi), Toulouse-X, Toulouse-XI
- 10e circonscription : Caraman, Castanet-Tolosan, Lanta, Montgiscard, Nailloux, Revel, Villefranche-de-Lauragais

À la suite du redécoupage des cantons de 2014, les circonscriptions législatives ne sont plus composées de cantons entiers mais continuent à être définies selon les limites cantonales en vigueur en 2010. Les circonscriptions sont ainsi composées des cantons actuels suivants :
- 1re circonscription : cantons de : Blagnac (sauf communes d'Aussonne et Seilh), Toulouse-2 (sauf partie de Casselardit et Minimes), Toulouse-3 (partie du Capitole ; Arnaud-Bernard, Saint Aubin, Matabiau-Marengo), Toulouse-4 (partie du Capitole), Toulouse-7 (Saint-Martin-du-Touch, partie de Lardenne) et Toulouse-8 (Lalande, Barrière-de-Paris et Ginestous)
- 2e circonscription : cantons de Pechbonnieu (17 communes), Toulouse-2 (partie des Minimes), Toulouse-3 (Bonnefoy et les Chalets), Toulouse-4 (partie de Moscou), Toulouse-8 (Izards, Borderouge, Croix-Daurade, Grand-Selve et la Maourine) et Toulouse-9 (sauf partie de Soupetard), communes de Bessières, Buzet-sur-Tarn et Montrabé
- 3e circonscription : cantons de Pechbonnieu (7 communes), Toulouse-4 (partie du quartier Saint-Aubin et quartiers Saint-Michel, Le Busca, Les Carmes), Toulouse-5 (partie d'Empalot), Toulouse-10 (sauf commune de Montrabé et partie du quartier Leygue) et Toulouse-11 (sauf partie du Pont des Demoiselles et commune de Ramonville-Saint-Agne)
- 4e circonscription : cantons de Toulouse-1 (sauf partie de Bagatelle et Fontaine-Lestang), Toulouse-2 (partie de Casselardit), Toulouse-3 (partie du Capitole), Toulouse-4 (Saint-Etienne, partie de Moscou, Saint-Aubin et Saint-Georges), Toulouse-6 (Basso-Cambo, Bellefontaine, Mirail-Université, Reynerie, Saint-Simon et ZA Sud), Toulouse-7 (partie de Lardenne), Toulouse-9 (partie de Soupetard) et Toulouse-10 (partie de Leygue)
- 5e circonscription : cantons de Castelginest, Léguevin (13 communes), Pechbonnieu (2 communes) et Villemur-sur-Tarn (sauf communes de Bessières et Buzet-sur-Tarn), communes d'Aussonne, Launaguet et Seilh
- 6e circonscription : cantons de Léguevin (23 communes), Plaisance-du-Touch (sauf commune de Sabonnères) et Toulouse-7 (sauf partie de Toulouse), communes de Cambernard, Lamasquère, Sainte-Foy-de-Peyrolières et Tournefeuille
- 7e circonscription : cantons d'Auterive (sauf commune de Lafitte-Vigordane) et Muret (sauf commune de Lamasquère), communes d'Aignes, Cugnaux, Lherm, Venerque, Vernet et Villeneuve-Tolosane
- 8e circonscription : cantons de Bagnères-de-Luchon, Cazères (sauf communes de Cambernard, Lherm et Sainte-Foy-de-Peyrolières) et Saint-Gaudens, communes de Lafitte-Vigordane et Sabonnères
- 9e circonscription : cantons de Portet-sur-Garonne (sauf communes de Venerque et Vernet), Toulouse-1 (partie de Bagatelle et Fontaine-Lestang), Toulouse-5 (partie d'Empalot), Toulouse-6 (Croix de Pierre, Faourette, Lafourguette et Papus) et Toulouse-11 (partie du Pont des Demoiselles et commune de Ramonville-Saint-Agne)
- 10e circonscription : cantons de Castanet-Tolosan, Escalquens (sauf commune d'Aignes) et Revel